# Igreja da Lapa (Póvoa de Varzim)

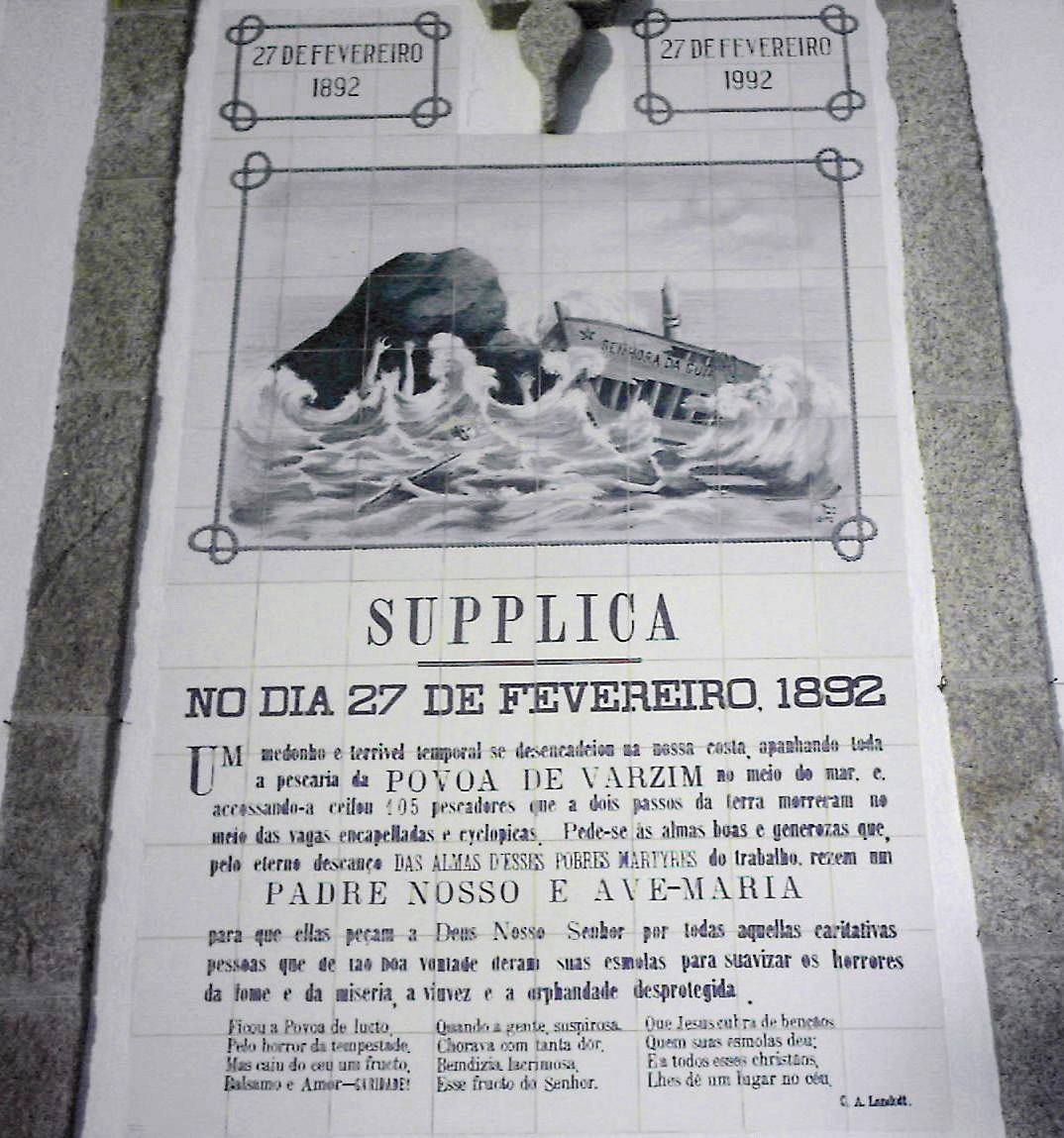
Painel evocativo da tragédia de 1892.

A Igreja da Nossa Senhora da Lapa, antiga Capela da Senhora da Lapa, situa-se na cidade da Póvoa de Varzim e é devotada a Nossa Senhora da Lapa. É um edifício modesto e simples, com feição barroca, mandado erigir pela comunidade piscatória, onde as famílias piscatórias recorrem nos momentos mais difíceis.
Um pequeno farol desactivado, voltado para o mar e que dá singularidade à igreja, serve de ligação sentimental e outrora útil entre a igreja e os pescadores que estavam no mar. Assim, a igreja tem um valor cultural e simbólico significativos. A fachada apresenta uma torre lateral de sino de grandes dimensões. A igreja está em Vias de Classificação (com despacho de abertura) pelo IGESPAR.

## História
A Confraria de Nossa Senhora da Lapa da Póvoa de Varzim, que assistia à comunidade piscatória poveira, situava-se em 1761 na Ermida de S. Roque, templo construído no Largo de São Roque em 1582. A fundação deve-se a missionários espanhóis no terceiro quartel do século XVIII. Os padres franciscanos em missão, com licença do arcebispo primaz conseguiram que alguns homens do mar erigissem uma capela a Senhora da Lapa. No dia 9 de Dezembro de 1770 lançou-se a primeira pedra. Em 15 de Agosto de 1772, a capela recebeu a bênção solene. A capela passou a ser local onde os pescadores e suas famílias recorrem nos momentos mais difíceis venerando a sua padroeira: Nossa Senhora da Assunção.
Por alvará de 21 de Fevereiro de 1791, D. Maria I declarou-se protectora da Irmandade e outorgou novo estatuto, isentando-a de jurisdição paroquial. Por esse diploma, a confraria recebeu o título de Irmandade de Nossa Senhora da Assunção, título que, em 1883, passou a designar-se Real Irmandade de Nossa Senhora da Assunção, mercê concedida por D. Luis I e que mantém até hoje.
A Real Irmandade de N. S. da Assunção usa opas de cor branca, com "cabeção" verde. O branco significa a pureza e o verde a esperança, cores adoptadas pelo Bairro Sul da Póvoa de Varzim, o bairro piscatório.
A capela passou a ser igreja sede da Paróquia da Lapa (Bairro Sul da Póvoa de Varzim) desde o desmembramento da paróquia da Póvoa de Varzim (Matriz) em 1935. Na paróquia está incluída a Capela de Nossa Senhora da Conceição do Castelo (1743) situada no interior da Fortaleza da Póvoa de Varzim.
Depois da prosperidade em séculos anteriores, o século XIX foi duro para a comunidade, com falta de pescado que terminou da pior forma em 27 de Fevereiro de 1892, quando ocorre uma das maiores tragédias que marcou a comunidade piscatória. No farol da capela foi colocado um painel de azulejo notando que:
Um medonho e terrível temporal se desencadeiou na nossa costa, apanhando toda a pescaria da POVOA DE VARZIM no meio do mar, e,' accessando-a ceifou 105 pescadores que a dois passos da terra morreram no meio das vagas encapelladas e cyclopicas. Pede-se às almas boas e generozas que, pelo eterno descanço DAS ALMAS D'ESSES POBRES MARTYRES do trabalho, rezem um PADRE NOSSO E AVE-MARIA para que ellas peça a Deus Nosso Senhor por todas aquellas caritativas pessoas que de tao boa vontade deram suas esmolas para suavizar os horrores da fome e da miseria, a viuvez e a orphandade desprotegida.
Todos os anos a 15 de Agosto, celebram-se as grandiosas festas em honra de Nossa Senhora da Assunção, com missa solene e uma majestosa Procissão.